# Associació Alemanya de Futbol
El futbol alemany és dirigit per l'Associació Alemanya de Futbol (alemany: Deutscher Fußball-Bund o DFB)). És membre de la FIFA i la UEFA.

## Història
La DFB va ser fundada el 1900 a Leipzig amb representació de 86 clubs. Actualment compta amb uns 26.000 clubs afiliats i al voltant de 2 milions de llicències. Té la seu central a Frankfurt del Main. Entre 1950 i 1990 existí també la Deutscher Fußball-Verband a la República Democràtica Alemanya. Els alemanys no eren presents en Paris quan la FIFA fou fundada amb set nacions en maig de 1904, però quan els estatuts de la FIFA van entrar en vigor l'1 de setembre, Alemanya també se sumà per telegrama com la vuitena nació. L'equip nacional alemany va jugar el seu primer partit el 1908.

## Presidents
- Ferdinand Hueppe (1900-1904)
- Friedrich Wilhelm Nohe (1904-1905)
- Gottfried Hinze (1905-1925)
- Felix Linnemann (1925-1945)
- Peco Bauwens (1949-1962)
- Hermann Gösmann (1962-1975)
- Hermann Neuberger (1975-1992)
- Egidius Braun (1992-2001)
- Gerhard Mayer-Vorfelder (2001-2006), juntament amb Theo Zwanziger des del 2004
- Theo Zwanziger (2006-2012)
- Wolfgang Niersbach (2012-2015)
- Reinhard Grindel (2016-2019)
- Fritz Keller (2019-2021)
- Bernd Neuendorf (2021-)